# Ichthyotaces pteroisicola
Ichthyotaces pteroisicola is een eenoogkreeftjessoort uit de familie van de Philichthyidae. De wetenschappelijke naam van de soort is voor het eerst geldig gepubliceerd in 1932 door Sueo M. Shiino.